# 友禅

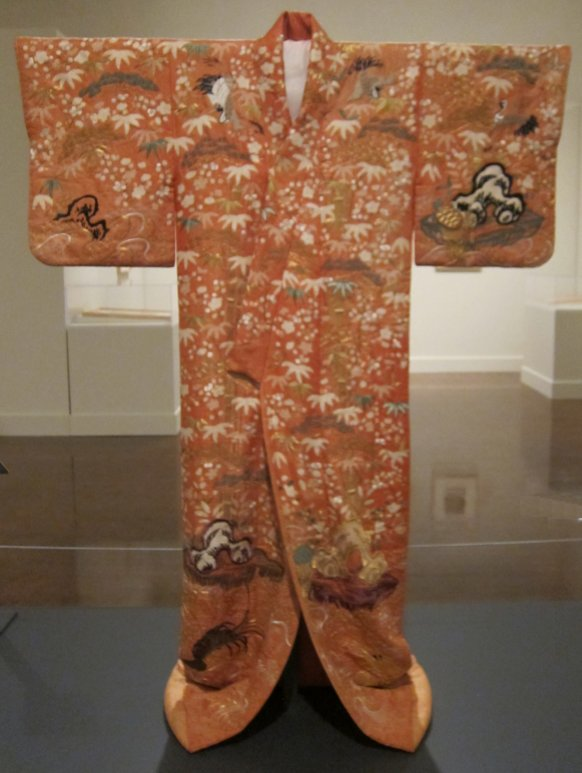
18世紀の花嫁の外衣

友禅（ゆうぜん）とは、布に模様を染める技法の1つで、日本の代表的な染色法でもある。
米のでんぷん質を主成分とする防染剤を用い、糊（のり）でにじみを防ぐ手描きの染色法。京友禅・加賀友禅・江戸友禅の三種類に大別される。

## 概要

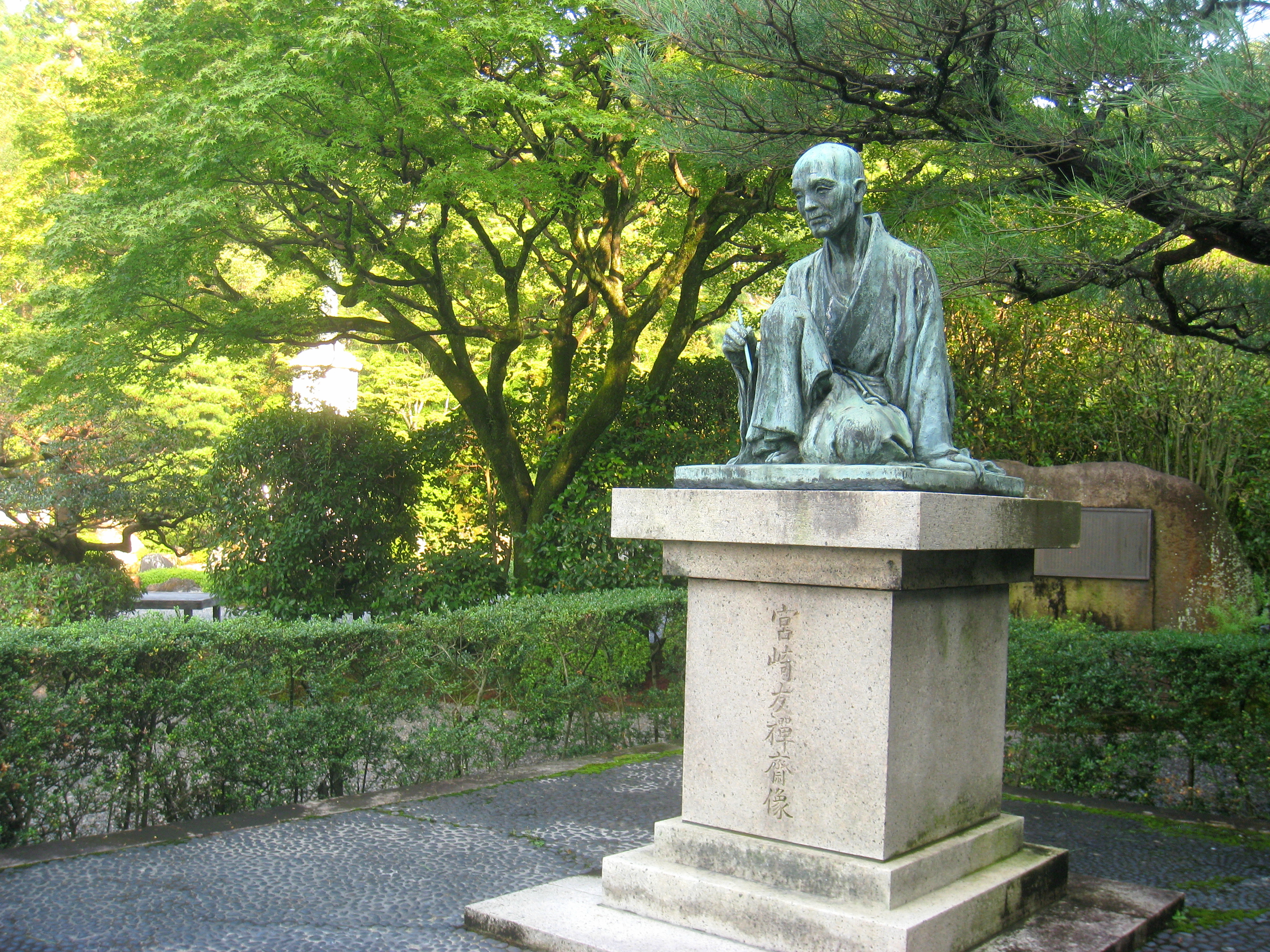
宮崎友禅斎の像（知恩院友禅苑）

友禅の名は、江戸時代の京の扇絵師・宮崎友禅に由来する。元禄の頃、友禅の描く扇絵は人気があり、その扇絵の画風を小袖の文様に応用して染色したのが友禅染である。多彩な色彩と、「友禅模様」と呼ばれる曲線的で簡略化された動植物、器物、風景などの文様が特徴である。考案者が絵師であったこともあって、当時は日本画の顔料として使われる青黛や艶紅などが彩色に使用された。
その後、絵画的な文様を染めるために文様の輪郭線に細く糊を置き、隣り合う色同士がにじまないように工夫する技法が開発された。やがて、この技法が友禅染めと呼ばれることが多くなる。従来は、この技法も友禅斎の考案とされていたが、現存する資料からは、宮崎友禅斎が友禅染の技法の創作、大成、改良のいずれにも関与したとは認められないとする説もある。
京で生まれた京友禅の技法が、後年、友禅斎本人により加賀藩（現在の石川県）の城下町・金沢に持ち込まれ、独自の発展を遂げたものが加賀友禅である。
明治時代には、広瀬治助が捺染の技法を用いた「型紙友禅」を考案し、友禅染の裾野を広げた。
1856年にイギリスで発見された化学染料の発達によって模様の彩色は多岐に発達し、普通は単独で十分に衣装を装飾するが振袖などの特に晴れがましい衣装の場合は鹿の子絞りや刺繍、金彩などを併用することもある。
現在は型染めや友禅を模した模様をプリントしたものも友禅と言う名称で販売されていることが多い。

## 友禅の技法
本友禅とも呼ばれる本格的な手描き友禅は多くの工程によって成り立つが、作家がオリジナルの創作を行う場合と職人の分業によって製作される場合がある。
分業の場合、まず染め職人が工房に保管してある膨大な図案見本を参考に、下絵を描く。このとき染め上がりに影響しないように、水に弱いツユクサ科のオオボウシバナの花弁から抽出した色素が下絵用のインクとして使われる。
次に、下絵の上から米糊やゴム糊などの防染剤で正確に輪郭線を置いていく。渋紙で作られた筒などに真鍮の金具をつけ、金具の細い先で常に一定の太さの線を引くのは熟練が必要とされる作業である。この線を「糸目」といい、染色後にも模様の輪郭に糸目状の白い線が残るのが、友禅染のもっとも大きな特徴となっている。
輪郭線で囲まれた模様に筆や刷毛で染料を染め付けていくのが「色挿し」と呼ばれる工程である。現在は化学染料が使われているが、かっては藍や紅花、蘇芳、茜、紫根、刈安などの植物染料、臙脂虫などの動物染料のような天然由来の染料が用いられていた。この工程で柄の大体の色が彩色される。色がにじんで混ざるのを防ぐために、一つの色を染めて乾かした後に次の色を染め付ける。
「色挿し」が終わると「蒸し」という工程がある。80°C以上の高温で20分から40分、蒸気を当てることによって生地に染料を定着させる。
次に「地染め」呼ぶ生地全体の地の色を染める工程を行う。輪郭にも使用した防染剤（伏せ糊）で丁寧に模様全体を覆った後に、地の色の染料で染める。地染めは着物に仕立てたときに縫い合わせた左右両方の生地の色が同じになるように染めるため、熟練した染職人が行うことが多い。藍などのような原料を発酵させて得る染料の場合は特に酵素の活性を高めるために高温多湿の環境で染色を行わねばならないため、作業は夏ごろ行われることが多い。
有名な「友禅流し」とは水のきれいな川で糊や余分な染料を落とす工程のことである。染めの工程とは違って厳冬のころ行うことが多く雪国の金沢では雪解け水にさらすこともある。川の上に色とりどりの布が泳ぐさまは観光の目玉にもなる美しさだが、現在は河川の汚れなどもあり、ほとんどが専門業者の人工の川（施設）で行われている。

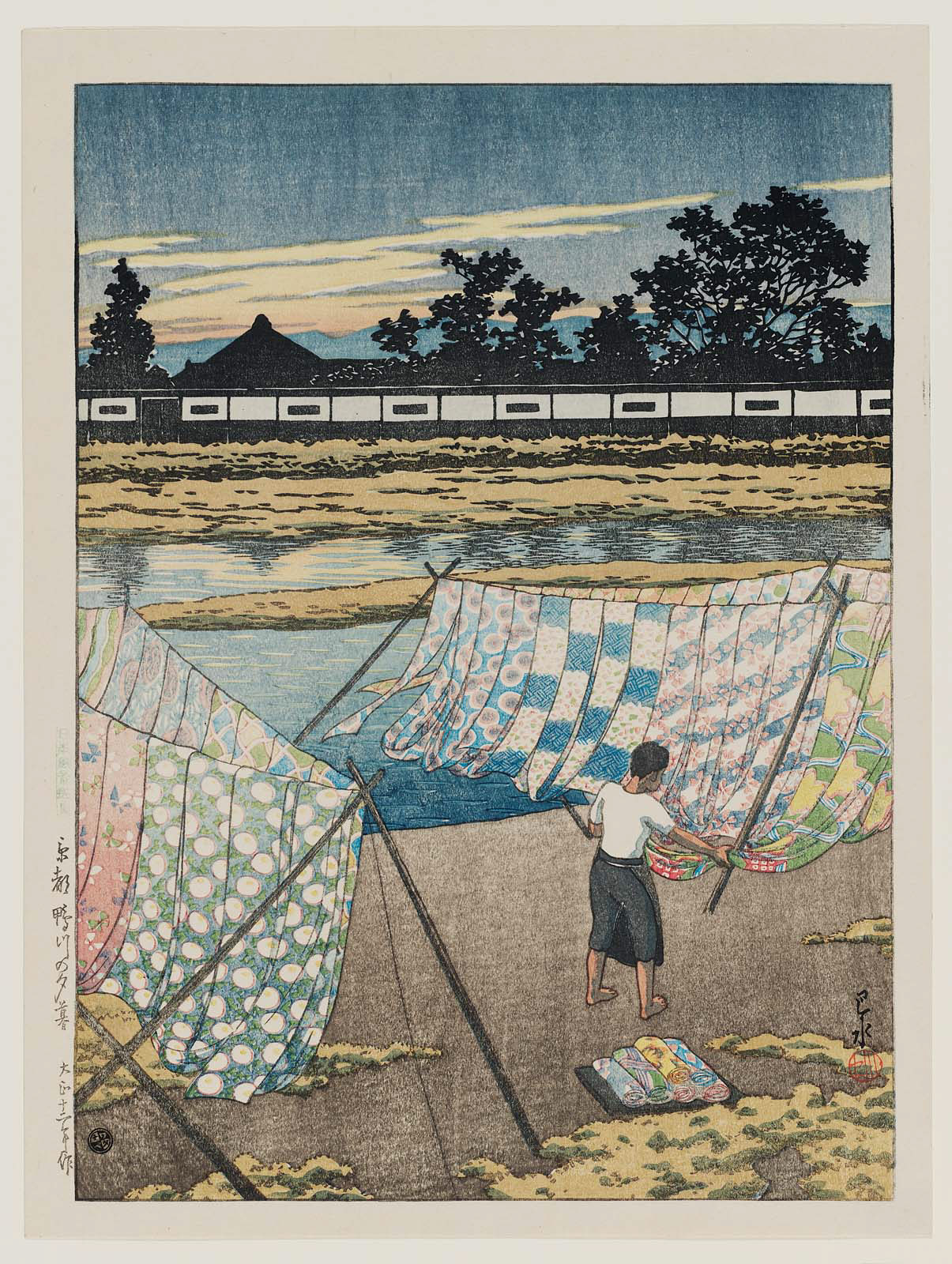
川瀬巴水「日本風景選集」より『京都鴨川の夕暮』大正12年（1923年）

図案によっては、こうした模様付けや地色染めが数回繰り返される場合もあり、最後に花の中心部分や動物の目、鳥の羽の模様、昆虫の触角などの細かい部分を墨や顔料で仕上げ、金泥、箔、刺繍などで加飾する場合もある。
ある程度量産できる型染め友禅でも、必要とする色毎に何枚もの型紙を使い分けていく手間がかかる。また型染め友禅で複雑な模様は数十枚の型紙を使うこともある。

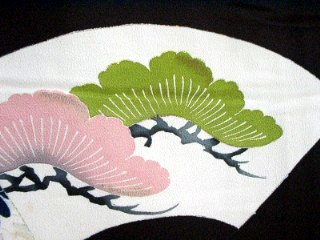
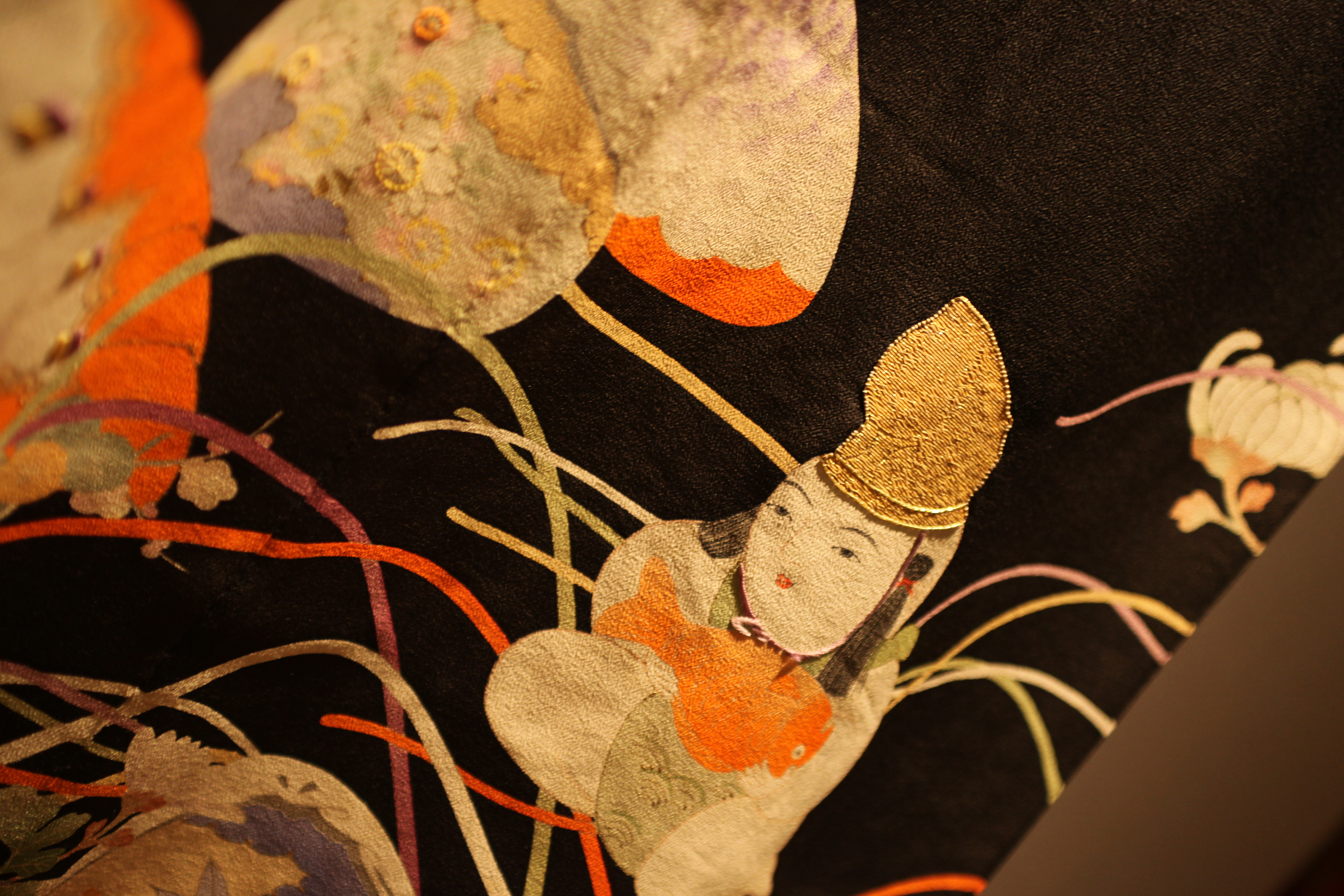
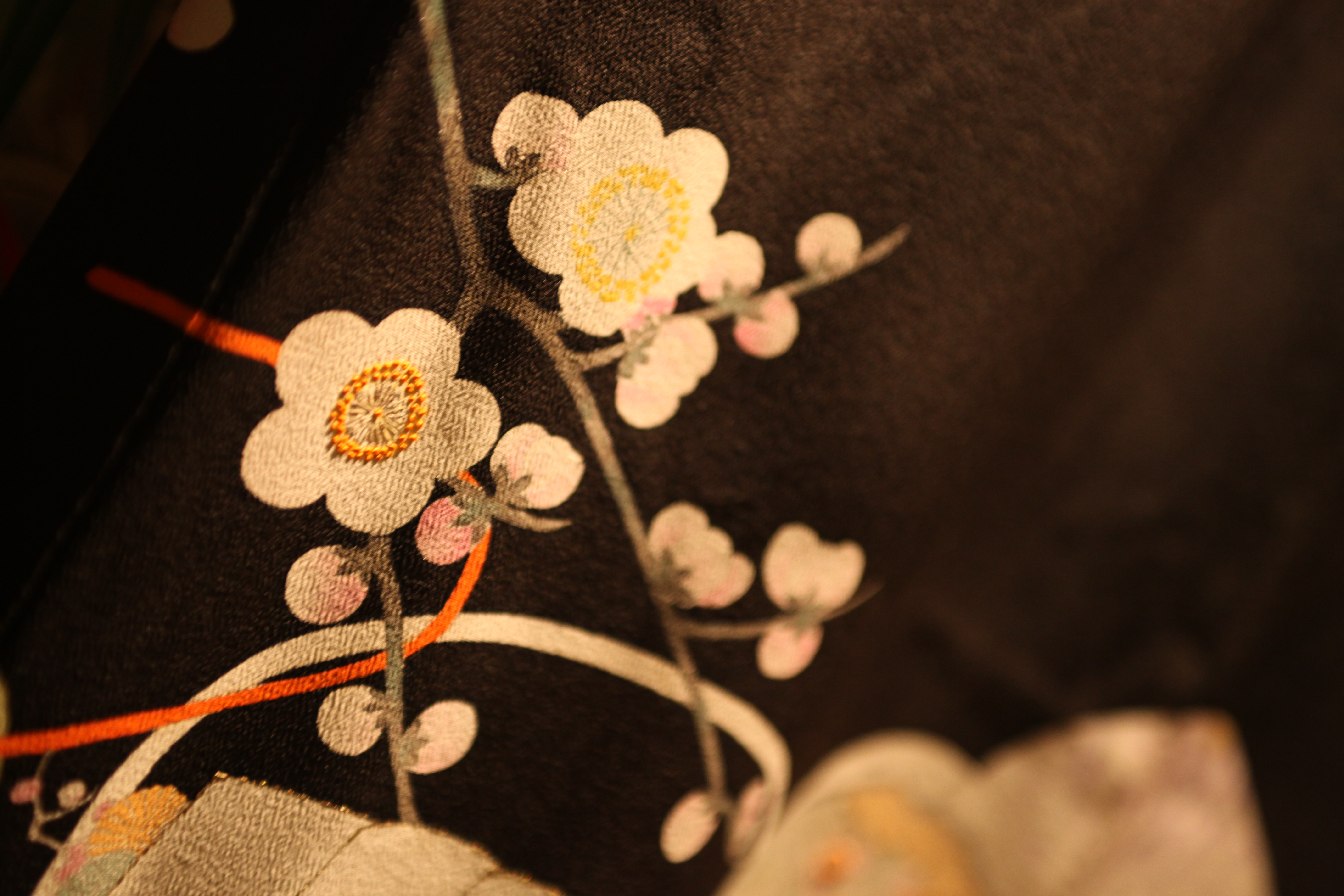
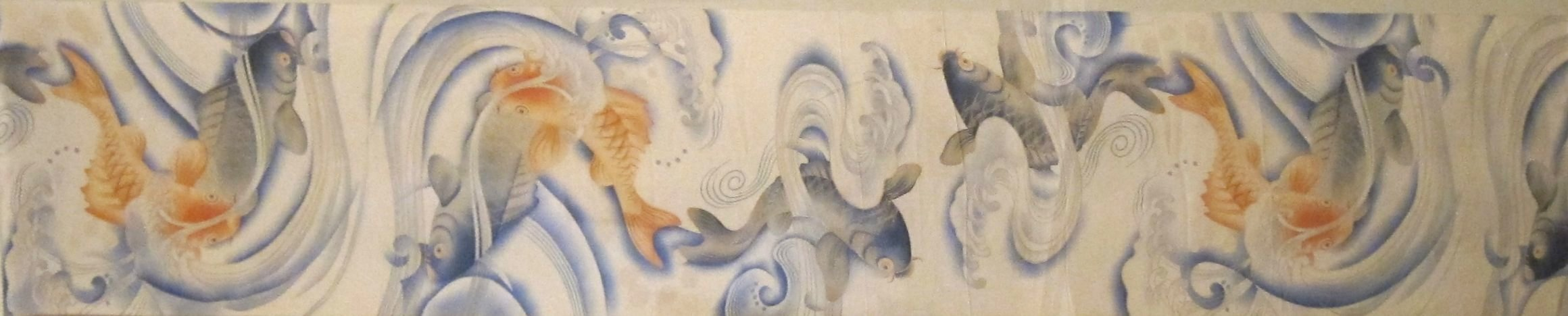
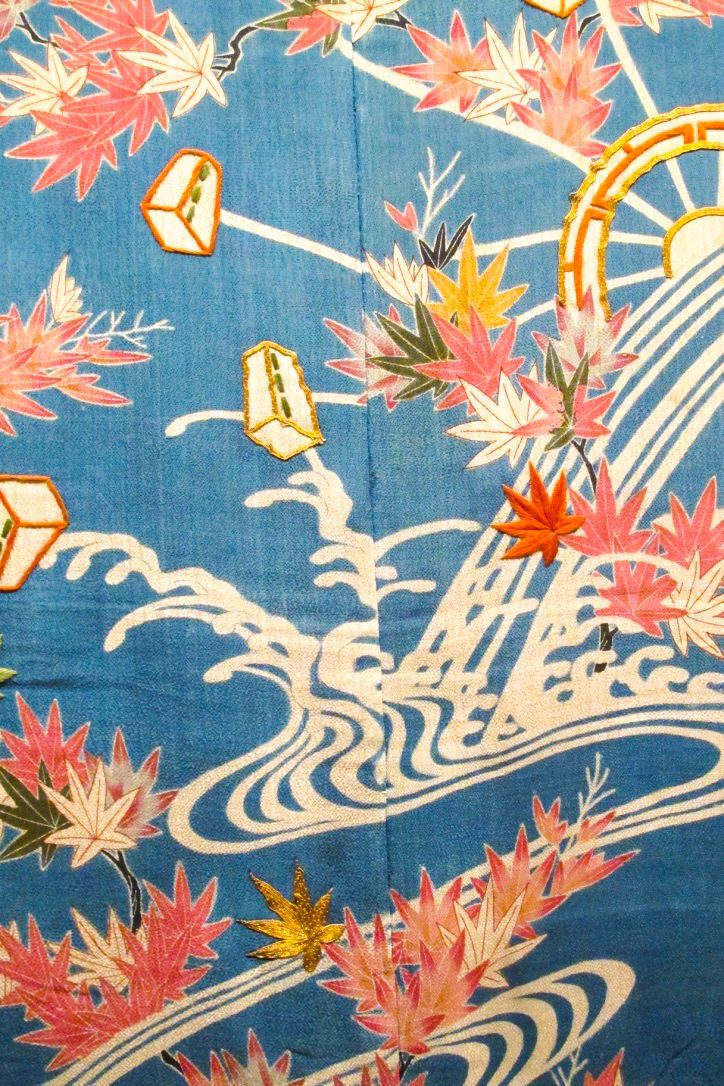

## 産地による特徴

### 京友禅
京都の友禅は柔らかい色調を好み、何色が基調になっているのか判別しにくいほどの多彩な色を使っていながら、配色に神経が使われ上品で華やかである。京友禅は高度に様式化された有職模様や、古風な琳派模様などを得意とする。また、刺繍や金箔などを効果的に使った装飾を積極的に併用する。

### 加賀友禅
加賀友禅も多色を用いるが、加賀五彩（臙脂、黄土、古代紫、草緑、藍）特に紅色や紫、緑などの深みがあって豪奢な色調が基調となり、優雅で艶やか。加賀友禅は有名な「虫喰い」などに代表される写実的な表現を得意とする。ほかの技法との併用はほとんどない。
描かれているものすべてが、人の手作業によってなされている。そのため、一つ作るのに約半年～1年かかることもある。
花や葉の模様の輪郭から中心に向かって色をぼかすのが加賀風、その逆が京都風と言われたことも過去にはあったが、現在は模様の区別化のため産地や業者によって特徴づけがなされる程度で明確な決まりは無い。

### 江戸友禅
「東京友禅」や「東京手描友禅」とも言われる。東京友禅の特徴は、江戸の街の町人文化を背景とした、渋く落ち着いた色合いの中にも、都会的センスの洒落感が漂う作風が特徴とされる。

## 友禅と日本の染色
友禅模様を広めたのは京都の扇絵師、宮崎友禅斎だが、布の上に模様を付けるための糊置き防染の技法自体はそのころすでに一応の完成を見ていた。
友禅に近い技法を使うものに茶屋染と、筒描きがある。茶屋染めは大奥に住まう高位の女性たちの夏の衣装に使用されたもので、上等な苧麻布の裏表に糊を置いて白くなる部分を残してから藍で染めたもので、美しく繊細であったが使える色数が限られていた。筒描きは庶民の染物によく使われ、現在でも暖簾や半被、風呂敷などに残る。木綿の布の表面だけに筒に入れた糊をたらして模様を白く残したもので、豪快で素朴な持ち味がある。
そのほか「型友禅」のような型置き防染では、琉球王朝で生まれた紅型染が有名である。これは高度な型染め技術を用いて一つの型紙で黄色や赤、緑などの多色使いの鮮やかな文様を描く染物で、本土でも袋物などの生地として珍重されるなど人気を博した。元々は琉球固有の植物や中国風の模様が主流だったが、本土向けの輸出が進むにつれて友禅染の文様を取り入れた紅型が増えていき、友禅も紅型に使われる鮮やかな色彩を取り入れていく。現在では、型染め友禅と区別がつきにくい作品もしばしば見られる。
江戸小紋の技法に「型友禅」の技術を応用して、独特の趣向を打ち出したものが京小紋である。武士が好んだ細かな幾何学模様で簡素で粋な印象の江戸小紋とは違い、友禅模様を基本にした色鮮やかで伸びやかな印象が持ち味である。
糊置き防染の技法を用いず、直接白生地に絵筆にて絵柄を施す染色法として「描上友禅（かきあげゆうぜん）」がある。防染処理を施さないため、色滲みが避けられず迅速な筆捌きを要求される高度な技法である。絵柄的には通常の友禅染めに比べて簡潔単純なものにならざるを得ないが、優れた作品にはのびやかで自由大胆な構図のものが多い。作家個人の技量は勿論であるが、確かな全体構成を基に、細部に拘わらず一気に「描き上げる」ための、強靱かつ自由な精神性がより強く要求される。現代染色作家の中でもこの技法を使える人は十指に満たぬ程度と言われている。